# Boromir Prod
Boromir Prod Buzău este o companie producătoare de produse de panificație din România .
Acțiunile companiei sunt tranzacționate la bursa BVB. Acționarul majoritar al companiei este firma Boromir Ind, parte a grupului Boromir, care deține 61,48% din capitalul social, în timp ce Broker Cluj controlează 5,15% .
Cifra de afaceri în 2008: 44,1 milioane Euro 